# Greta lyra
Greta lyra är en fjärilsart som beskrevs av Osbert Salvin 1869. Greta lyra ingår i släktet Greta och familjen praktfjärilar. Inga underarter finns listade i Catalogue of Life.